# Strychnos torresiana
Strychnos torresiana är en tvåhjärtbladig växtart som beskrevs av Krukoff och Monachino. Strychnos torresiana ingår i släktet Strychnos och familjen Loganiaceae. Inga underarter finns listade i Catalogue of Life.